# Електронна Європа
«Електронна Європа» (eEurope) — ініціатива, започаткувана Європейською Комісією в грудні 1999 року та підтримана Європейською Радою в Лісабоні в березні 2000 року. Ухвалений пізніше документ — «Електронна Європа — інформаційне суспільство для всіх» — становить частину так званої «Лісабонської стратегії», згідно з якою до 2010 року економіка Європейського Союзу має стати найконкурентнішою і найдинамічнішою у світі.

## Основні напрямки
Головними напрямками, в рамках яких було розроблено сектори та конкретні завдання ініціативи є такі:
•	Надання доступу до цифрових технологій та Інтернету кожному громадянину, кожній оселі, школі, підприємству та державній установі.
•	Подолання цифрової неосвіченості у Європі через культуру підприємництва, відкриту до застосування нових інформаційних технологій.
•	Забезпечення соціальної лояльності до інформаційного суспільства.
Було виділено такі головні сектори:
1. Надання молоді переваг від впровадження інформаційного суспільства.
2. Дешевший доступ до Інтернету.
3. Прискорення впровадження електронної комерції.
4. Швидкий Інтернет для дослідників і студентів.
5. Смарт-карти для безпечного електронного доступу.
6. Інвестування високотехнологічних підприємств.
7. Надання інвалідам можливостей, що надає інформаційне суспільство.
8. Здоров'я онлайн.
9. Інтелектуальний транспорт.
10. Впровадження електронного уряду.

## План дій
Щоб виконати ці завдання, Комісія ухвалила в травні 2000 року план дій «Електронна Європа 2002», а в червні його затвердила Європейська Рада у Фейрі (Португалія).
У червні 2001 року додався план дій «Електронна Європа+» для країн-кандидатів, а в червні 2002 року Європейська Рада в Севільї (Іспанія) ухвалила вже наступний план дій — «Електронна Європа 2005».

## Див.також
- Цифровий порядок денний для Європи
- Європейський комісар з цифрової економіки та суспільства
- Цифрова економіка